# Telefonkiosk
En telefonkiosk var en bygningstype, der rummede den første egentlige mønttelefon. Modsat den senere telefonboks var telefonkiosken betjent af en person, samt der kunne købes kioskvarer. Den kunne samtidig have andre funktioner og være forsynet med reklamer.

## Telefonkiosker i Danmark

### Historie
De første telefonkiosker i Danmark blev opstillet på befærdede strøg og pladser i København. Den 3. september 1895 tilskrev Københavns Magistrat Aktieselskabet Kjøbenhavns Telefonkiosker, kaldet KTK, at eftersom koncessionsansøgerne havde overdraget deres ret til aktieselskabet kunne man meddele dette "koncession på anlæg og drift af Telefonkiosker på staden Kjøbenhavns Grund." Koncessionen skulle gælde i 15 år, for op til 15 kiosker, og der var åbnet mulighed for plakatopklæbning på en nærmere afgrænset, mindre del af kiosken. Dette aktieselskab eksisterede i princippet helt frem til, KTK-koncernen trådte i likvidation i marts 1980, og selskabets bo derefter blev taget under konkursbehandling af Sø- og Handelsrettens skifteretsafdeling. Fra midten af 1920'erne havde flere af koncernens aktieselskaber haft til huse på Rådhuspladsen, men i september 1971 flyttede man til Enghavecentret i Matthæusgade 50 på Vesterbro.

### Arkitektur
Arkitekten Fritz Koch blev valgt til at designe kiosken, og i 1896 opstilledes rundt om i byen fire telefonkiosker tegnet af Koch. Senere kom der yderligere syv til. Kioskerne blev fornemme repræsentanter for nationalromantikkens glæde ved håndværksdetaljer. Husene var sekskantede, ni meter høje, med kobbertag og øverst lanterner med urskiver. På træfrisen under taget i ædeltræ ses de 12 stjernetegn, og pavillonen prydes af motiver som vikingeskibe, værktøj, telefonerende herrer etc.
På dette tidspunkt var der kun 4.000 abonnenter på private telefoner i hovedstaden. Telefonkiosken fungerede på den måde, at man gik hen og talte med personen i kiosken (oftest kaldt "kioskdamen", da det var et udpræget kvindejob). Så blev kunden lukket ind og betalte kioskdamen. Dernæst fik kunden lov til at benytte telefonen, der var monteret indendøre. Da der dengang ikke var mange, der ejede en telefon, blev telefonkiosken også brugt som et slags "sendebud". Hvis man selv havde telefon, kunne man ringe til telefonkiosken og lægge en besked til kioskdamen. Så ville hun sørge for at sende et cykelbud ud med beskeden. Dette kunne fx være et godt ungdomsjob for en frisk dreng/pige. Denne metode til at sende beskeder var noget hurtigere end at sende et brev, men også dyrere.
Indendørs var sekskanten (på ca. seks gange 1,5 meter, dvs. 5,43 m2) delt op i en brugerhalvdel med en smal midtergang, hvorfra to skydedøre førte ind til de to bokse, hvor telefonerne var ophængt og telefonbøger placeret under en hylde, samt en betjeningshalvdel, hvor kioskdamen sad med sin pengekasse, sit lager af aviser, blade, frimærker etc. Fra hende var der to luger til telefonboksene, så hun kunne holde øje med, at alt gik anstændigt til, og hvorigennem hun kunne opkræve og modtage betalingen på 10 øre pr. samtale. Kioskdamerne var dygtige til at holde regnskab med det klik, der indikerede hver ny opringning, som kunden foretog; og senere hen, da telefonapparatet blev forsynet med betalingsautomat, den lyd, det gav, når 10-øren faldt (deraf udtrykket).  Pladsen var trang i boksene, hvorfor mere korpulente kunder næppe kunne røre sig og måtte gå ud af boksen, ja, i ekstreme tilfælde helt ud på gaden, når de skulle have portemonnæen eller tegnebogen op af baglommen.
Telefonkioskerne havde åbent fra kl. 7.00 til 23.00 om sommeren og kl. 8.00 til 22.00 om vinteren.
Den 1. juni 1896 kunne de første fire kiosker på henholdsvis Kongens Nytorv, Gammeltorv, Rådhuspladsen og Nørre Boulevard (nu Nørre Voldgade) åbnes for publikum, efterfulgt af seks andre i Gyldenløvesgade, på Grønningen, Vesterbros Torv, Sølvtorvet, ved Dronning Louises Bro og på Sankt Annæ Plads. I efteråret 1898 suppleredes med endnu en på Lille Triangel.
Koch fik megen ros af samtiden for sine kiosker. De slanke og rigt detaljerede telefonkiosker var endnu mere "tiltalende for Øjet" end tilsvarende bygninger i udenlandske storbyer. Ja, selv Paris kunne ikke være med, skrev tidsskriftet Architekten.
Senere kom flere kiosker til. i 1905 døde Koch, og hvervet blev i 1913 overtaget af arkitekt Martin Nielsen (ikke Martin Jensen, som der ofte refereres til på nettet). Martin Nielsen tegnede bl.a. en ny model, som var noget større end den oprindelige model og mere tung i det nybarokke udtryk. Faktisk faldt Nielsens kiosk heller ikke i bystyrets smag. Kommunen krævede, at man opførte nye kiosker magen til de oprindelige, da der på ny i 1929 blev ansøgt om tilladelse til at udvide antallet kiosker. Senere blev de i 1932 afløst af en funkiskiosk tegnet af stadsarkitektens medarbejder Curt Bie. I alt blev der gennem årene opstillet ca. 30 telefonkiosker i København:

### Liste over kiosker i København
Denne liste er ufuldstændig; du kan hjælpe ved at udvide den.
1. Kongens Nytorv, ved Magasin / Café à Porta. Kom fra plads nr 10. Flyttet hertil efter kort tid på grund af manglende indtjening (Koch 1896, nedrevet) Udskiftet med (Nielsen 1913) fra Rådhuspladsen
2. Nytorv (Koch 1896, nedrevet)
3. Rådhuspladsen (Koch 1896, to positioner, flyttet til Kultorvet 1913). Ny Nielsen opført maj 1913, to positioner, siden flyttet til Magasin / Café à Porta
4. Nørre Boulevard (=Nørre Voldgade), i midterrabatten ved Frederiksborggade (Koch 1896, findes, flyttet til Æggetorvet på hjørnet af Fiolstræde)
5. Gyldenløvesgade, ved Klampenborgstationen (Koch 1896, nedrevet)
6. Grønningen (Koch 1896, nedrevet)
7. Vesterbros Torv (Koch 1896, nedrevet)
8. Sølvtorvet (Koch 1896, findes, flyttet til museumsgaden Absalonsgade)
9. På Nørrebrosiden af Dronning Louises Bro (Koch 1896, nedrevet)
10. Sankt Annæ Plads Flyttet til plads nr 1 måske 1897 (Koch 1896, nedrevet)
11. Østerbrogade (Lille Triangel) (Koch 1898, findes, flyttet til Nordjyllands Kunstmuseum 1973, flyttet til Gabels Torv i Aalborg 2010[5])
12. I Tivoli? (Koch)
13. Blågårds Plads (Koch 1896, nedrevet)
14. Sankt Hans Torv (Koch 1896, først opstillet 1928, eksisterer)
15. Nørrebros Runddel (Nielsen 1913, Kom fra Magasin. Flyttet til Nytorv)
16. Nørrebro Station (Koch 1896, fjernet)
17. Jagtvej 226 (ved Poul Henningsens Plads) (Koch, fredet 1994, eksisterer)
18. Enghave Plads (Koch nedrevet – flyttet til Tivoli?)
19. Kultorvet (Koch 1896, stod oprindelig på Rådhuspladsen til 1913)
20. Christianshavns Torv (Koch 1896, eksisterer)
21. Nytorv (Nielsen 1913, eksisterer)
22. Kongens Nytorv, ved nordvest for Krinsen (Nielsen 1913, eksisterer)
23. På Dyrehavsbakken (Koch 1896, findes, ombygget til iskiosk, flyttet fra Store Kongensgade ved Gernersgade[6])
24. Vesterbrogade ved Frederiksberg Alles afgrening (Koch 1896, fjernet)
25. Sankt Jacobs Plads (Koch 1896, fjernet)
26. Toftegårds Plads (Koch 1896, fjernet)
27. Vesterbrogade v. Helgolandsgade (Koch 1896)

I dag anvendes ingen af kioskerne i København til deres oprindelige formål. De fleste fungerer som kaffebarer og udskænkningssteder. En enkelt er fredet.
Der findes en aparte lille julefortælling, Lille Jubbers Jul af Finn Gerdes, som foregår i kiosken på Lille Triangel. Første afsnit af historien var at finde den 9. december 1942 i At Tænke Sig i Politiken. En lille forældreløs dreng, Jubber, får lov at bo i den ene boks i kiosken af telefondamen, frk. Møller. Hele historien ender på mystisk vis med at faren er politimanden, som kommer og flirter med frk. Møller; og selveste frk. Møller er moren. Hvordan hun så end har glemt det selv? 
Kiosken på Torvet, af Ib Spang Olsen, 1964. En illustreret fortælling om den mystiske kioskdame, der fortæller den sande historie om relieffernes indhold for en flok børn.

### Telefonkiosker i andre danske kommuner
På Frederiksberg fandtes der tre kobberbeklædte telefonkiosker i art deco-stil med korinthiske søjler, der var tegnet af Therkel Hjejle og Niels Rosenkjær. De to blev senere revet ned. Den tredje der stod på hjørnet af Frederiksberg Allé og Kingosgade blev taget ned af Sporvejshistorisk Selskab i 1973. Den blev genopført på Sporvejsmuseet Skjoldenæsholm i løbet af 1985-1993.
I 2016 opsatte Riddersalen en telefonkiosk-lignende bygningen i haven foran teatret ved Allégade. Den er inspireret af Fritz Kochs klassiske telefonkiosk men er mindre og har andre dekorationer. Når vejret er til det, bliver der afholdt teaterforestillinger ved Kiosken, som den kaldes.
I Aarhus var der bl.a. en kiosk på Sankt Pauls Kirkeplads. I 1900 opstilledes en telefonkiosk på Skt. Clemens Torv i Aarhus, men den blev i 1930 flyttet til Tordenskjoldsgade. Den var tegnet af Thorkel Møller. Den blev flyttet til indgangen ved Den Gamle By i 1973. I 2009-2010 blev den flyttet til det nyanlagte 1927-kvarters Telefontorvet, og er med tilkoblingen til Den Gamle Bys egen telefoncentral, Danmarks eneste telefonkiosk der stadigt er i drift.

## Telefonkiosker som bogbyttecentraler
I Norge har den traditionelle telefonkiosk fået sin egen Facebook-side.  Man kan også "adoptere" en telefonkiosk i ti år.  De "adopterede" kiosker anvendes hyppigt som bogbyttecentraler; i Oslo står der en, hvor Einars vei møder Grenseveien.